# N-sider
N-Sider es un sitio web que provee de noticias, historia y artículos de opinión en relación con Nintendo Co., Ltd. y fue fundado en el 2000. Es actualmente una organización de archivos media fundado y administrado por Cory Faller con más de 20 contribuidores regulares.

## Historia
En 1999, Fran Mirabella III trabajó para el sitio web "GameFusion's Dolphin Cove", en el que cubría la consola de siguiente generación de Nintendo con el nombre clave "Dolphin". En primavera de 1999, Fran inició el reclutamiento para el "Project Snow," (Proyecto Nieve en español) un nombre clave para un sitio web de Nintendo, que iba a ser lanzada como NFormer.com. Esta fue la encarnación original de lo que es hoy N-Sider.com. Antes de que NFormer fuera lanzada en agosto del 2000, los co-trabajadores de Fran en GameFusion decidieron retener los derechos del dominio NFormer.com. Como resultado, Fran hizo la decisión de registrar independientemente el nombre de dominio N-Sider.com y establecer un nuevo sitio web. 
Fran dejó N-Sider inmediatamente después de que fue lanzado y fue contratado por IGN Entertainment. N-Sider.com oficialmente se lanzó en el 21 de agosto de 2000, a vísperas de la revelación del GameCube de Nintendo como exhibición del Space World en Tokio, Japón. Varios miembros de la administración fueron contratados y ayudados con el cubrimiento.
En abril del 2001, el artista Kevin Freitas de N-Sider dejó el sitio y fue contratado en Sandbox Studios en Londres, Ontario. (En diciembre del 2002, fue contratado en Rockstar Games Canadá, en Missisauga, Ontario, Canadá.)
IGN comenzó su sección de "Perfiles de Desarrolladores" en enero del 2001, creado por el equipo de N-Sider.com. Los perfiles de desarrollador fueron escritos analíticamente en casas desarrolladoras japonesas, europeas y estadounidenses trabajando en software para el GameCube -- estos perfiles incluían a Intelligent Systems, Rare y EAD (Entertainment, Analysis and Development). El grupo fue nuevamente acercado por IGN a principios del 2005, sin embargo esta vez con la oferta de fusionar la base de datos de N-Sider completamente con el sitio. La oferta fue rechazada y en lugar de eso N-Sider y IGN hicieron un acuerdo en el que N-Sider contribuiría con series de artículos para ser mostrados en la sección de GameCube de IGN. Varios objetos fueron compartidos durante este compañerismo, pero se disolvió con el tiempo debido a la preocupación dentro del cuerpo del equipo de N-Sider.

## Comunidad
A pesar de que había algo de confusión sobre el nombre de N-Sider y la comunidad en línea NSider de Nintendo, los dos son entidades diferentes. N-Sider.com actualmente alberga una base de datos de Nintendo games, hardware Archivado el 28 de septiembre de 2006 en Wayback Machine., y employees (enlace roto disponible en Internet Archive; véase el historial, la primera versión y la última).. (Sitios web en inglés). En adición a la información corporativa, N-Sider también alberga una comunidad de foros de discusión, disponible desde forums.n-sider.com, conocida por ser libre de spam y mantener discusiones coherentes.